# Ceylon i olympiska sommarspelen 1960
Ceylon (nuvarande Sri Lanka) deltog med fem deltagare vid de olympiska sommarspelen 1960 i Rom. Ingen av landets deltagare erövrade någon medalj.